# Gelisol

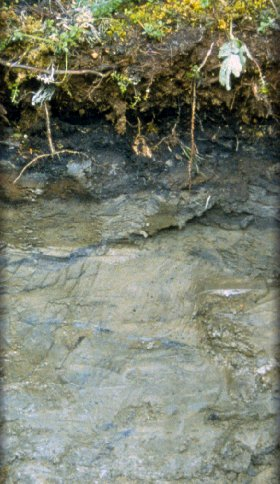
Gelisol

Als Gelisol bezeichnet man gemäß der USDA Soil Taxonomy leicht bis gemäßigt saure Böden der nördlichen Polarregion, die sich dadurch auszeichnen, dass sie selbst im Sommer ab einer Tiefe von weniger als zwei Metern gefroren sind. Man findet sie vereinzelt auch im Hochgebirge und in der Südpolarregion.
Die herrschenden sehr niedrigen Temperaturen sorgen dafür, dass die Zersetzung der organischen Substanz durch Bakterien und Pilze nur sehr langsam abläuft, wodurch sich abgestorbenes Material an der Oberfläche ansammelt. Der Gehalt an organischen Kohlenstoffverbindungen ist daher sehr hoch. Im Sommer schmilzt das Eis in der obersten Bodenlage (active layer); das resultierende Wasser kann durch den immer noch gefrorenen Untergrund aber nicht ablaufen und führt so zur Ausbildung von Sümpfen.
Nahe dem Übergangsbereich zwischen flüssigem und festem Wasser kommt es durch die tageszeitlich schwankenden Temperaturen zu einem gleichmäßigen Zyklus aus Tauen und erneutem Gefrieren, der den Boden regelrecht durchknetet, ein Phänomen, das als Kryoturbation bezeichnet wird. An der Oberfläche führt dieser Zyklus zu einer natürlichen Sortierung des vorhandenen Steinmaterials nach Größe, so dass sich komplizierte Vieleckmuster bilden können.
Gelisole nehmen weltweit etwa 11,3 Millionen Quadratkilometer oder 8,6 Prozent der eisfreien Landfläche der Erde ein und sind ackerbaulich nicht nutzbar. Die typischen Vegetationsformen sind Taiga, Tundra und Moor.

## Klassifikation
Man unterscheidet drei Gelisol-Unterordnungen:
- Histel
- Turbel
- Orthel